# Ererouk
Ererouyk, Yererouk ou Ererouïk (en arménien Երերույք (Yererouyk)) est un site archéologique situé en périphérie du village d'Anipemza en Arménie, dans le marz de Shirak, près de la rivière Akhourian, frontière avec la Turquie, et à 5 km de l'ancienne capitale de l'Arménie bagratide Ani. Le site est principalement connu en raison des restes d'une basilique à trois nefs datable hypothétiquement du VIe siècle.
L'ensemble du site figure depuis le 25 août 1995 sur la liste indicative arménienne du patrimoine mondial de l'UNESCO.

## Basilique
La basilique oblongue à trois nefs  en ruine, n'est mentionnée dans aucune source; elle ne peut donc être datée qu’approximativement de l’époque « paléochrétienne » (IVe – VIe siècles).
Mais des études récentes à la fois sur l’architecture, le décor sculpté et l’épigraphie du monument, ainsi que des comparaisons avec les églises analogues de Syrie, autorisent une hypothèse de datation du VIe siècle.
C'est une des plus grandes églises arméniennes bâties à cette époque. Dotée de galeries sur ses côtés nord, ouest et sud, de deux pastophoria, ailes barlongues flanquant l'abside, et de niches absidioles extérieures, à l’extrémité est des galeries latérales, elle était probablement couverte, à l'origine, d'une charpente en bois. Le pastophorion nord-est, à deux niveaux, présente cet intérêt tout particulier de conserver une partie de ses deux voûtes superposées, dont la supérieure, trait exceptionnel, est inclinée, c’est-à-dire plus haute du côté de la nef et plus basse vers l’extérieur. Il en était de même sur le pastophorion sud-est.
La basilique d’Ererouyk se rapproche des basiliques syriennes tant dans sa conception (hautes pièces angulaires saillantes à l’ouest) que dans son décor (bandes décoratives des fenêtres).
Elle possède en outre, à l’extrémité est de la façade sud, une inscription grecque proche de celle d’une église syrienne de Deir Sem’an, de la fin du Ve siècle. Avec Tekor (fin Ve siècle) et Zvartnots (VIIe siècle), elle est une des rares églises arméniennes à être entièrement placée sur un socle à gradins; telle est du moins l’illusion que créent les rangs de cinq ou six marches qui entourent la basilique ; en réalité, les fouilles entreprises dans la nef ont révélé l’absence de toute plateforme continue sous l’édifice, dont les fondations sont posées directement sur la roche. La basilique constituait un éminent sanctuaire martyrial, car elle est appelée par une inscription gravée sur le pilier engagé à l’angle nord-est de l’abside « martyrium […] du Précurseur et du Protomartyr », c’est-à-dire des  saint Jean-Baptiste et Etienne. Les portails du bâtiment sont à gable, ornés de denticules et comprenant un arc vigoureusement mouluré, supporté par des  piédroits à colonne unique. Les façades (à l'exception de l'orientale) sont décorées de pilastres peu saillants.
Outre les moulures marquant les corniches et les bandes surmontant les fenêtres, le décor sculpté en bas-relief méplat intéresse principalement les portails avec leurs linteaux et les chapiteaux de leurs piédroits, les bases et impostes de pilastres (piliers engagés) et l’abside principale et les absidioles avec les impostes au bas de leurs culs-de-four. Ce décor sculpté fait une large place au motif emblématique et apotropaïque de la croix « de Malte » (à quatre bras égaux) inscrite dans un médaillon, parfois accosté d’animaux et/ou flanqué d’arbres. Le médaillon central à croix est souvent complété par deux médaillons latéraux à rosace ou marguerite. Les demi-colonnes des piédroits sont surmontées de demi-chapiteaux à stylisation asséchée d’acanthes, caractéristique de la dégénérescence de cette forme romaine antique dans les cultures paléochrétiennes.
La basilique devait être dotée d'un décor peint ; il n'en reste aujourd'hui que quelques traces, notamment dans la fenêtre absidale et sur une composition en partie effacée au-dessus du linteau du portail ouest de la façade sud du bâtiment, seuls exemples subsistant antérieurs au VIIe siècle dans l'architecture arménienne religieuse.
Elle a, semble-t-il, subi des restaurations au XIe siècle. Elle a été fouillée au début du XXe siècle par l'archéologue Nicolas Marr, puis en 1984 et 1987-88 lors de deux campagnes très peu documentées. Des consolidations d’urgence ont été entreprises après le séisme de décembre 1988, notamment par le World Monuments Fund et l’Institut Polytechnique de Milan. Depuis 2009, le site d’Ererouyk est soumis à une série d’investigations pluridisciplinaires par le Laboratoire d’Archéologie Médiévale et Moderne en Méditerranée (LA3M, UMR 7298, Université d’Aix-Marseille et CNRS, France) en coopération avec le Musée régional du Chirak (Gyumri, Arménie).

## Autres vestiges
Le vaste ensemble archéologique d’Ererouyk comprend aussi, outre de nombreux fragments sculptés, notamment de stèles, dispersés autour de la basilique, outre une cinquantaine de pierres tombales en forme de bâtière sur plinthe, les vestiges de diverses constructions : a) une enceinte à contreforts et « exèdres », au nord et à l’est de la basilique ; b) en contrebas, au nord-est, dans le vallon, les restes d'un édifice soigneusement voûté, un temps considéré comme une citerne, mais correspondant plus vraisemblablement à un mausolée, mentionné semble-t-il par N. Marr sous le vocable de saint Théodore ; c) au sud de la basilique, un nombre inhabituellement élevé (entre six et huit) de piédestaux à degrés ayant porté des monuments commémoratifs à stèle crucifère, autour desquels un cimetière s’est établi, qui a fonctionné durant une très longue période, de l’Antiquité tardive presque jusqu’à nos jours ; d) plus largement à l’ouest et au sud de la basilique, les ruines d’habitations et de bergeries probablement modernes, mais sans doute implantées à l’emplacement d'un village médiéval ; e) en contrebas au sud-est de la basilique, les vestiges de trois ou quatre murs ayant un temps barré le vallon, sans doute pour servir de retenue d’eau, mais ayant aussi rempli probablement une fonction de viaduc ; f) deux salles rupestres sous la paroi rocheuse, au nord de la basilique.
De nombreux fragments de  ont été retrouvés autour de la basilique. En outre, au nord-est se situent les restes d'un de saint Théodore. Le site comprend également les ruines de bâtiments monastiques et d'un village médiéval.

## Galerie

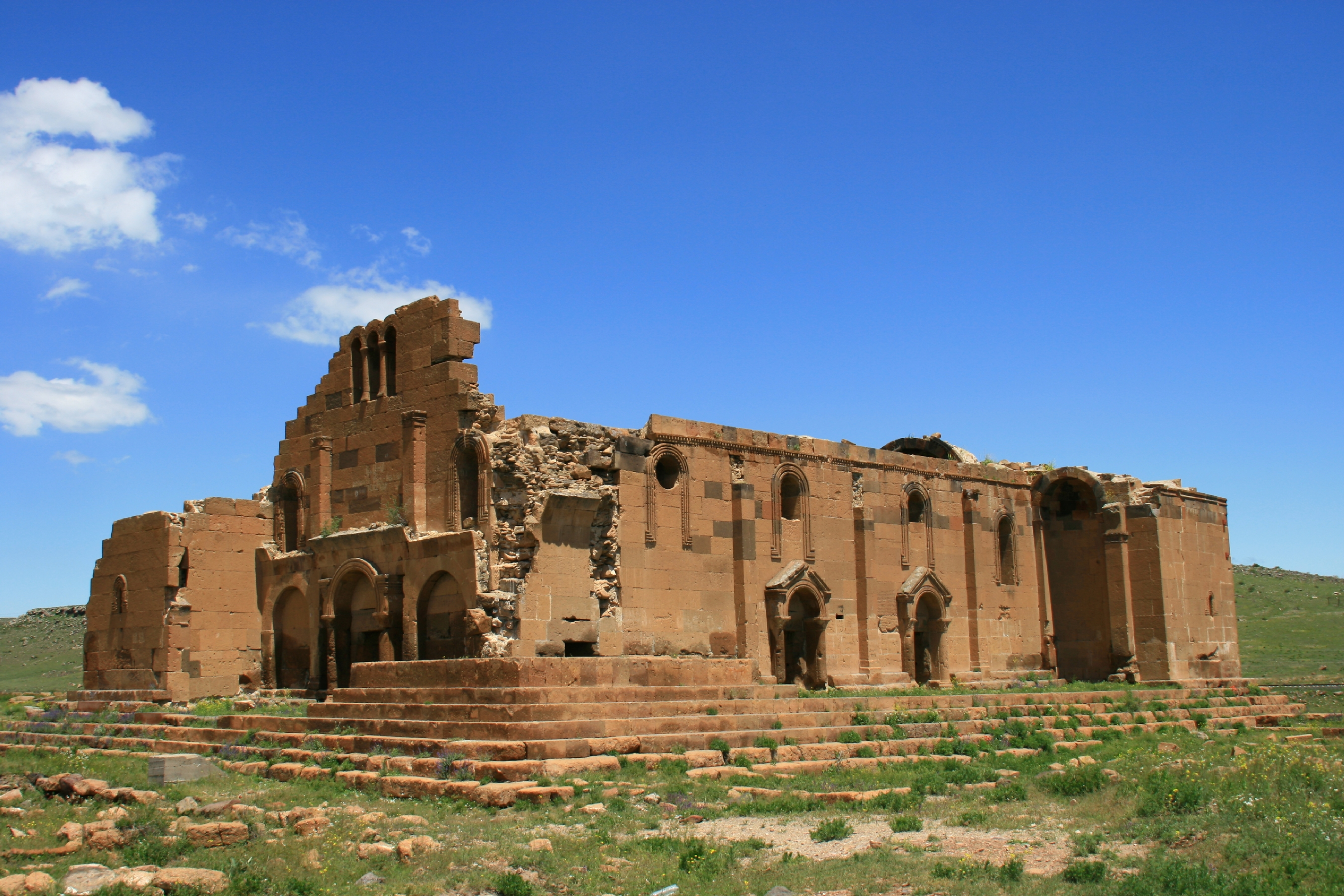
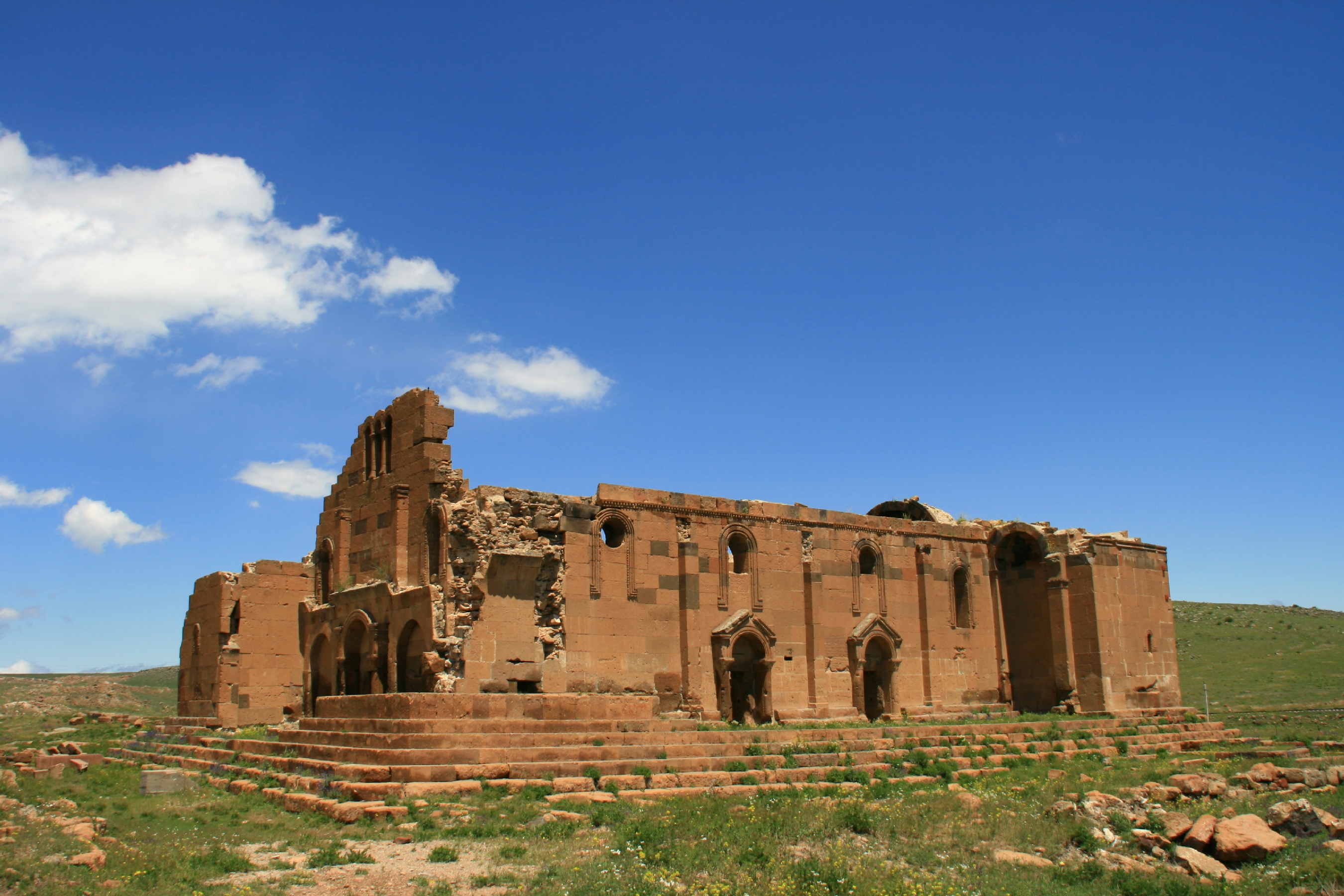
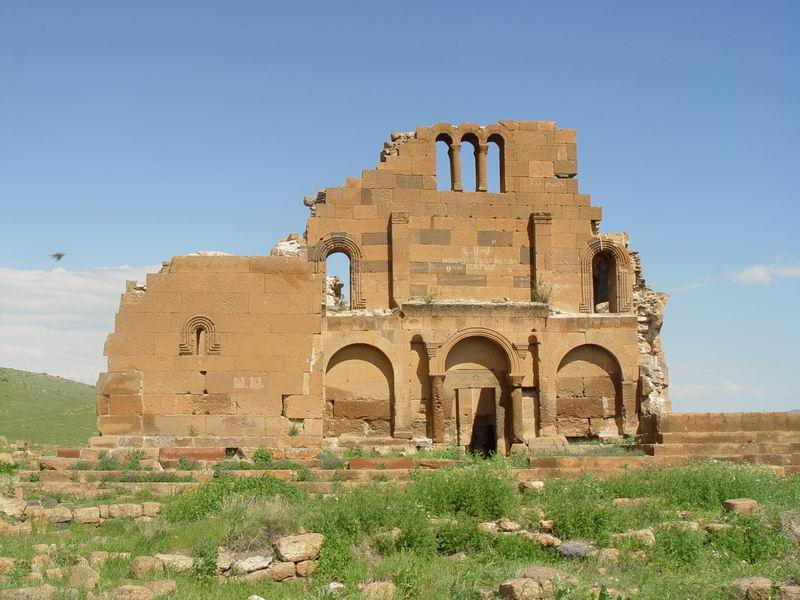
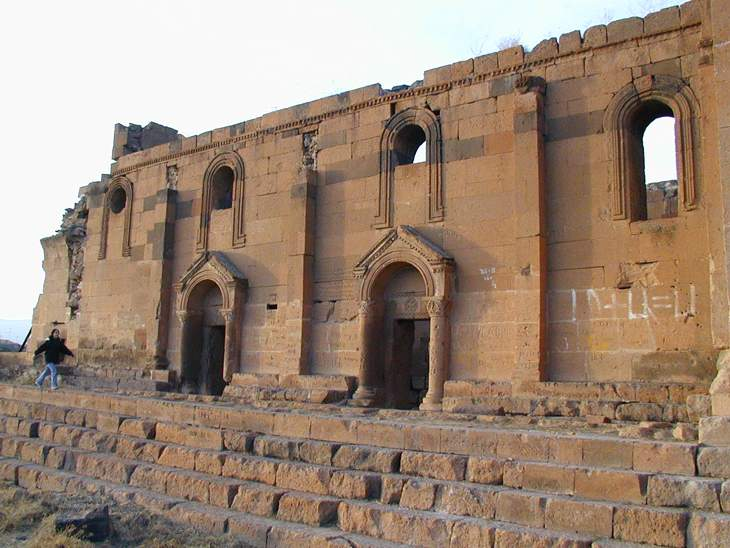
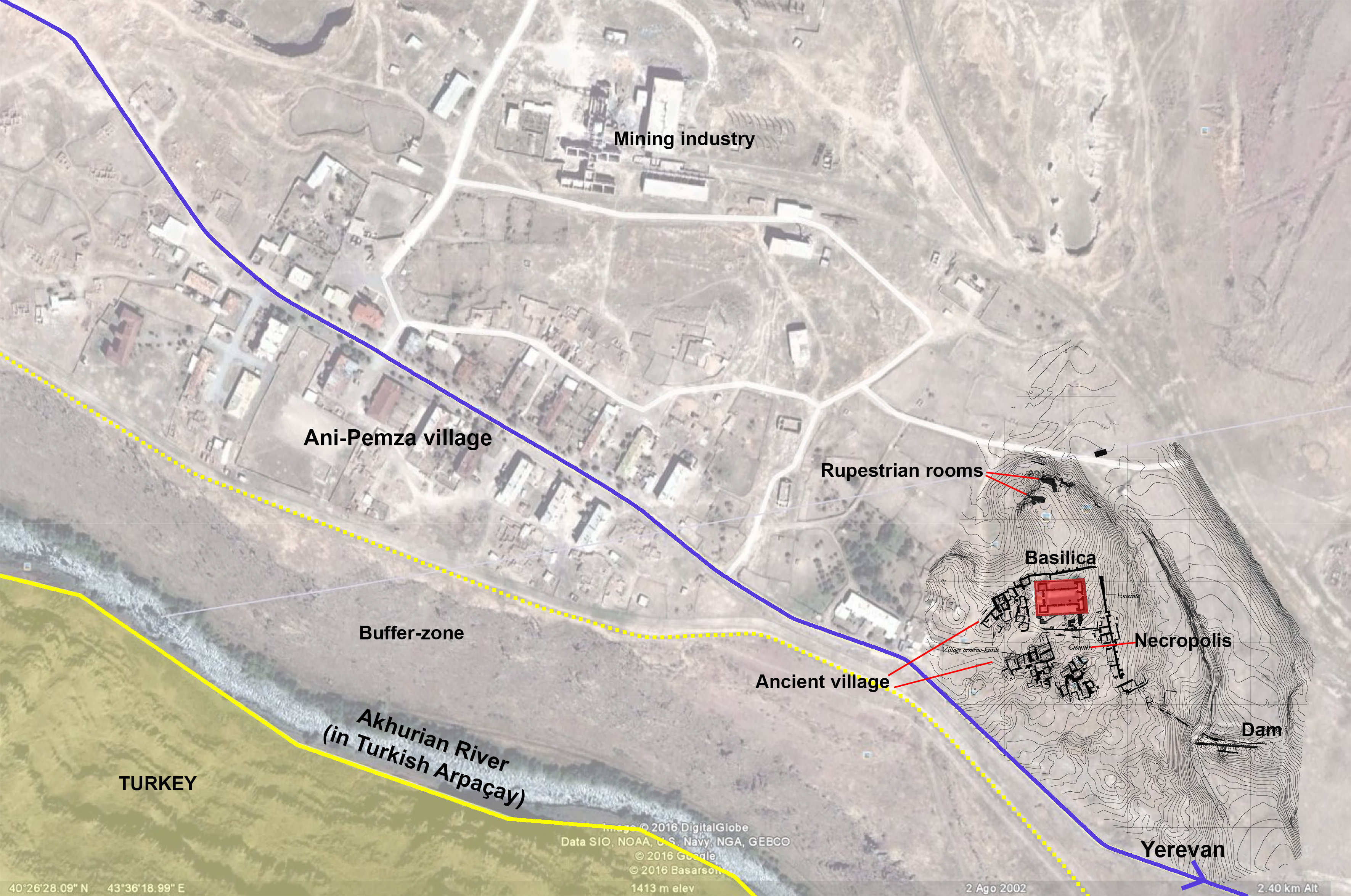
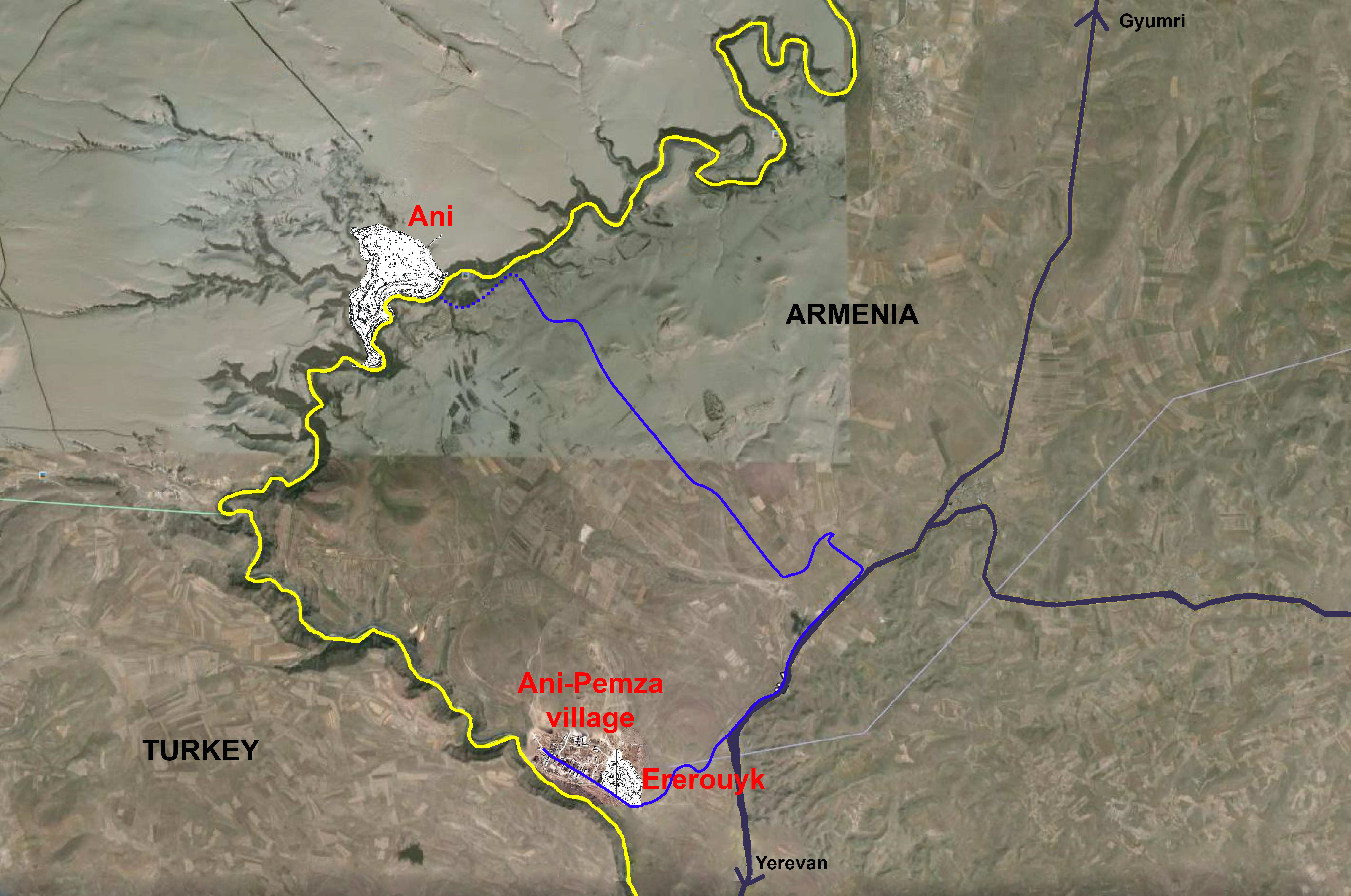
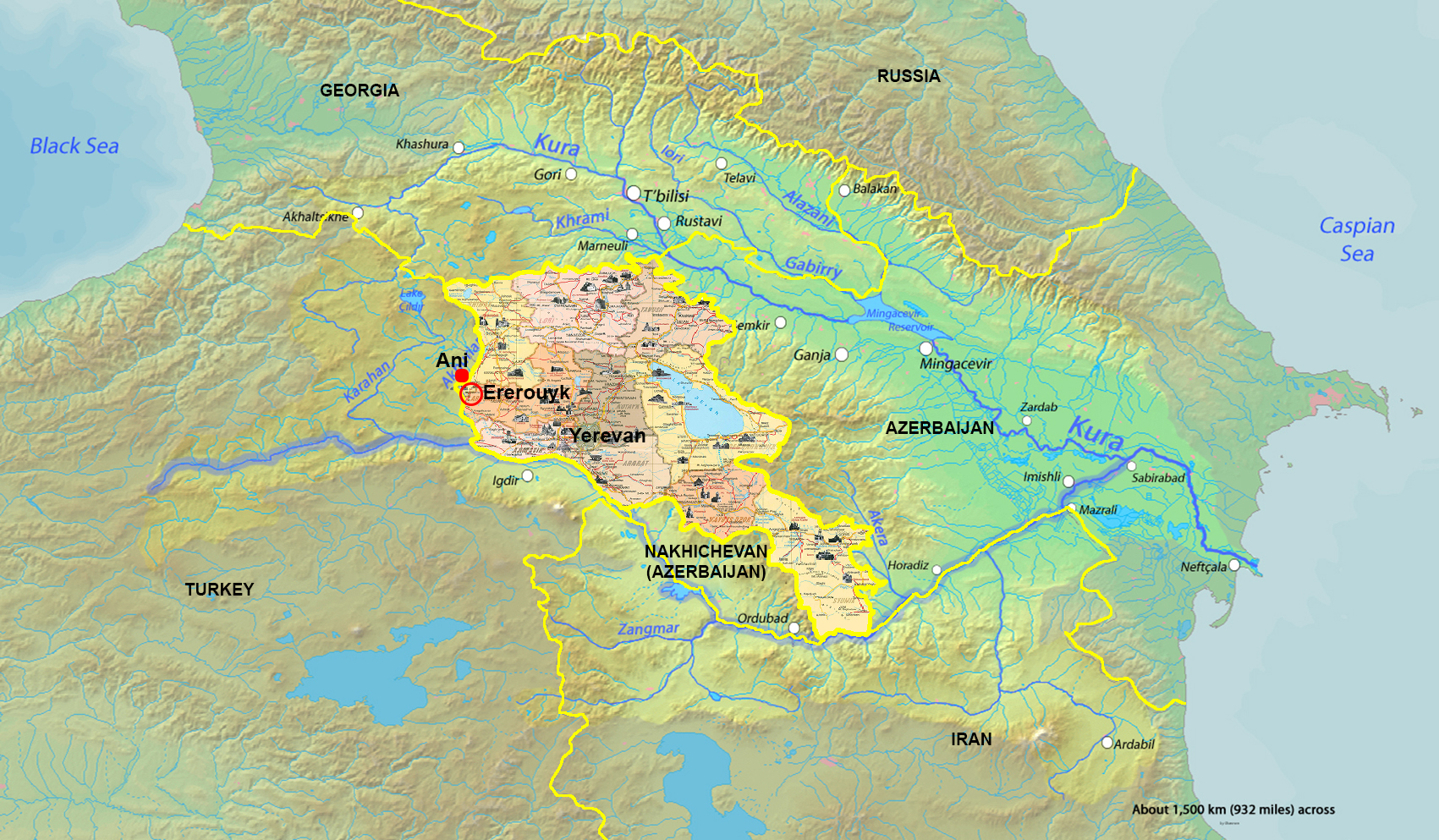